# Fontaine-les-Coteaux
Fontaine-les-Coteaux là một xã thuộc tỉnh Loir-et-Cher trong vùng Centre-Val de Loire miền trung nước Pháp.